# Paederina
Sous-tribu
Synonymes
- Geopaederidae Gistel, 1848

Les Paederina sont une sous-tribu de coléoptères de la famille des Staphylinidae, de la sous-famille des Paederinae et de la tribu des Paederini.

## Caractéristiques
Certains membres des Paederina contiennent une substance dans leur hémolymphe, qui en contact avec la peau, peut provoquer une irritation appelée dermatite à Paederus. L'agent actif se nomme pédérine et est extrêmement toxique. À quantité égale, il est plus puissant que le venin de cobra.

## Genres
Allopaederus - 
Ctenopaederus - 
Diplopaederus - 
Eupaederus - 
Lobopaederus - 
Madecapaederus - 
Oncopaederus - 
Oreopaederus - 
Pachypaederus - 
Paederidus - 
Paederus (type) - 
Parameropaederus - 
Uncopaederus